# Per Ucraïna Unida
Per Ucraïna Unida (ucraïnès За Єдину Україну! Za Yedynu Ukrayinu!) fou una coalició política d'Ucraïna fundada el desembre de 2001 per a presentar-se a les eleccions al Parlament d'Ucraïna de 2002.

## Les eleccions parlamentàries de 2002
A les eleccions parlamentàries de 2002 representava una coalició pro-presidencial, que rebia el suport del president Leonid Kutxma. A les eleccions, l'aliança va obtenir l'11,77% dels vots i un total de 102 dels 450 escons. L'Aliança va rebre una gran quantitat dels seus vots a l'óblast de Donetsk d'Ucraïna Oriental i era formada per cinc partits:
- Partit de les Regions (Partiya Rehioniv), dirigit per Volodímir Semynozhenko.
- Partit Agrari d'Ucraïna (Ahrarna Partiya Ukrayiny), encapçalada pel governador de la província de Lviv, Mykhailo Hladiy.
- Partit dels Industrials i Empresaris d'Ucraïna (Partiya Promislovtsiv i Pidpryiemtsiv Ukrajiny), dirigit per Anatoliy Kinakh.
- Partit Popular Democràtic (Narodno-Demokratychna Partiya), dirigit per l'ex primer ministre Valeriy Pustovoitenko.
- Treball Ucraïna (Trudova Ukrayina), dirigit per Serhiy Tyhypko.

## Després de les eleccions
L'aliança es va dissoldre quan Víktor Ianukòvitx es presentà com a cap del Partit de les Regions a les eleccions al Parlament d'Ucraïna de 2006 i el Partit dels Industrials i Empresaris d'Ucraïna es presentà amb el Bloc la Nostra Ucraïna-Autodefensa Popular. Treball d'Ucraïna es va fusionar en el Partit de les Regions a mitjans de 2007. A les eleccions al Parlament d'Ucraïna de 2007 el Grup d'Industrials i Empresaris d'Ucraïna hi va participar juntament amb el Partit de les Regions.
El Partit Popular (abans Partit Agrari d'Ucraïna) formà part del Bloc Litvín, que va obtenir el 2,44% dels vots i cap escó a les eleccions de 2006. A les eleccions parlamentàries de 2007 formà part del Bloc Litvín que va obtenir 20 dels 450 escons.
A les eleccions de 2007, el Partit Popular Democràtic va formar part d'Actius Regionals d'Ucraïna i tampoc va obtenir representació parlamentària.